# Liste der geschützten Landschaftsbestandteile im Landkreis Neumarkt in der Oberpfalz
Im Landkreis Neumarkt in der Oberpfalz gibt es sechs ausgewiesene geschützte Landschaftsbestandteile.
| Quellgebiet mit Kalktuffbildung am Albtrauf bei Erasbach  |    | LB 01 | Berching Quellbereich Fels/ -gruppe                         | ⊙ | 12,43   | 23. Okt. 1982 |
| Amphibientümpel bei Kemnathen                             | BW | LB 02 | Breitenbrunn Tümpel                                         | ⊙ | 0,1875  | 30. Okt. 1982 |
| Quellmoor bei der Laabermühle                             | BW | LB 03 | Deining Quellmoor                                           | ⊙ | 0,5625  | 1. Sep. 1984  |
| Amphibientümpel bei Wangen                                | BW | LB 04 | Mühlhausen Tümpel                                           | ⊙ | 1,5813  | 20. Apr. 1985 |
| Quellgebiet am Südrand des Schlüpfelberges bei Mühlhausen |    | LB 05 | Mühlhausen Quellbereich, Laub(misch)wald, Naß-/ Feuchtwiese | ⊙ | 3,6784  | 20. Dez. 1986 |
| Hohllochberg bei Velburg                                  |    | LB 06 | Velburg Laub(misch)wald                                     | ⊙ | 17,9186 | 1. Apr. 1988  |
| Legende für Geschützter Landschaftsbestandteil            |    |       |                                                             |   |         |               |